# Andrej Rybakou
Andrej Anatolewicz Rybakou (białorus. Андрэй Анатолевіч Рыбакоў; ur. 4 marca 1982 w Mohylewie) – białoruski sztangista, wicemistrz olimpijski, dwukrotny mistrz świata, a także mistrz Europy.

## Kariera
Pierwszy sukces w karierze osiągnął w 2004 roku, kiedy na igrzyskach olimpijskich w Atenach zdobył srebrny medal w wadze lekkociężkiej (do 85 kg). W zawodach tych rozdzielił na podium Gruzina Giorgiego Asanidze i Pirosa Dimasa z Grecji. Na rozgrywanych dwa lata później mistrzostwach Europy we Władysławowie zdobył złoty medal, pokonując dwóch Rosjan: Jurija Myszkowca i Zaura Tachuszewa. W 2006 roku zwyciężył także podczas mistrzostw świata w Santo Domingo, wyprzedzając Rosjanina Asłambieka Edijewa i Tigrana Martirosjana z Armenii. Kolejne zwycięstwo odniósł na mistrzostwach świata w Chiang Mai w 2007 roku, ustanawiając jednocześnie rekordy świata w rwaniu (187 kg) i dwuboju (393 kg). Pozostałe miejsca na podium zajęli Edijew i kolejny Białorusin, Wadzim Stralcou. Ostatni medal zdobył w 2008 roku, zajmując drugie miejsce podczas igrzysk olimpijskich w Pekinie. Musiał tam uznać wyższość ważącego mniej reprezentanta Chin Lu Yonga, który zaliczył w dwuboju również 394 kg. Brał też udział w igrzyskach w Londynie w 2012 roku, jednak spalił wszystkie próby w rwaniu i ostatecznie nie był klasyfikowany.
W 2016 roku, po przebadaniu próbki krwi Białorusina z IO 2008 wykryto u niego zabroniony środek – turinabol. W związku z powyższym Rybakou został zdyskwalifikowany oraz zobowiązany do zwrotu medalu olimpijskiego.
Łącznie ustanowił 7 rekordów świata.

## Osiągnięcia
| Rok  | Zawody               | Miasto        | Miejsce | Kategoria | Wynik  |
| ---- | -------------------- | ------------- | ------- | --------- | ------ |
| 2004 | Igrzyska olimpijskie | Ateny         | 2       | do 85 kg  | 380 kg |
| 2006 | Mistrzostwa Europy   | Władysławowo  | 1       | do 85 kg  | 392 kg |
| 2006 | Mistrzostwa świata   | Santo Domingo | 1       | do 85 kg  | 383 kg |
| 2007 | Mistrzostwa świata   | Chiang Mai    | 1       | do 85 kg  | 393 kg |
| 2008 | Igrzyska olimpijskie | Pekin         | DSQ     | do 85 kg  | 394 kg |